# Factorul Icar
"The Icarus Factor" este un episod din al doilea sezon al serialul științifico-fantastic „Star Trek: Generația următoare”. Scenariul este scris de David Assael și Robert L. McCullough; regizor este Robert Iscove. A avut premiera la 24 aprilie 1989 .

## Prezentare
Tatăl lui Riker, cu care acesta nu mai vorbise de mult, îl vizitează pentru a-l informa că i-a fost oferit un post de căpitan, iar prietenii lui Worf descoperă că acesta este pe cale de a rata un important rit de trecere klingonian.

## Vezi și
- 1989 în științifico-fantastic